# جورج بال (عالم حشرات)
جورج بال (بالإنجليزية: George Eugene Ball)‏ هو عالم حشرات كندي وأمريكي، ولد في 25 سبتمبر 1926 في ديترويت في الولايات المتحدة، وتوفي في 12 يناير 2019 في إدمونتون في كندا.